# 豐橋鐵道Mo 3500型電車
豐橋鐵道Mo 3500型電車（日语：／ Toyohashi Tetsudō Mo 3500-gata densha）是豐橋鐵道的東田本線使用的路面電車車輛。3500型原為東京都交通局使用的7000型電車，後由豐橋鐵道分別在1992年與2000年向東京都交通局購入各2輛電車，並於1992年12月24日開始投入使用。

## 原型車
本型車原為東京都交通局在1978年至2017年使用的東京都交通局7000型電車。7000型在1953年至1956年共生產96輛，並分別當時的東京都電車（都電）各路線上運行。但隨著都電的多條路線逐步廢除，該型車也在1967年開始進行報廢；最終7000型成為都電僅存路線荒川線使用的路面電車，並在1955年至1956年製造的電車中保留31輛作為運轉用途。
1978年4月，東京都交通局荒川線全線實施單人運轉，而車齡超過20年的7000型電車已出現車體老化、受損等問題，因此交通局決定針對該型車進行改造工程。7000型除車體重新打造外，轉向架、牽引馬達、壓縮機、電動發電機等主要設備則繼續使用舊車體原有的設備。新車體由ALNA 工機負責製造，其特徵為在車頭正面安裝大型的擋風玻璃與使用直線型的設計；而改造工程則在1977年11月至1978年3月完成。而改造過程中原本的7055－7089號電車（79、80、85和88從缺）重新編號為7001－7031號。
改造完後的7000型電車於1987年開始安裝空調系統，但31輛電車中有6輛未進行安裝工程，且在1991年至1993年陸續報廢。其中於1992年5月報廢的7009號及7028號電車由豐橋鐵道購入，以推動東田本線的電車現代化計畫。而其餘安裝空調系統的25輛電車自1999年也開始陸續報廢，其中於1999年4月報廢的7017號及7021號電車同樣由豐橋鐵道向東京都交通局購入，以實現東田本線電車的冷氣化計畫。

## 豐橋鐵道的改造工程
本型車的型號名稱在導入至豐橋鐵道時被定為「Mo 3500型」，車輛編號依據製造年份除新編排為3501－3504。而豐橋鐵道在引入3500型時於赤岩口停留場附近的本社工廠進行車輛的軌距變更、調整旅客用車門位置及在車門處加裝踏階等改造工程，以符合東田本線的運轉規格。同時東京都交通局在當初未安裝空調系統的3501號及3502號電車也在此時期完成加裝工程。3501號及3502號電車於1992年12月20日完成改造工程，3503號和3504號則分別在2000年的3月1日籍2月21日完成改造工程。

### 變更軌距
7000型原本的D-20A型搖枕式彈簧轉向架適用於軌距1372mm的軌道線，但是東田本線的軌距為1067mm，因此豐橋鐵道在引入3500型時特別使用全新打造的軸頸較長的車軸，並且更換成新的車輪。同時3500型的牽引傳動裝置也採用軸懸式驅動方式。

### 調整車門位置
由於荒川線在引入7000型前便已完成停留場月台的高度加高工程，因此該型車的車門處並未設置方便旅客上下車的踏階，且客室內的地板高度自軌道面上方算起統一為76cm的間距。而因為東田本線當時尚未進行停留場月台的高度加高工程，因此在導入3500型時於其車門處進行踏階的加裝工程。
7000型的車門原本設置於車體左右兩側的前端及中間區域。電車行駛時，其左側的車門分別設置在車體前端及中間偏後處，右側的車門則設置在車體後端及中間偏前處。其中位於前端的車門原本為拉門式車門，但在改造工程中更換成巴士用的摺疊車門。位於中間處的車門維持拉門式的設計，但若在原處設置踏階會影響到轉向架的運作，因此豐橋鐵道在改造時將其往前移一個窗戶的寬度。同時客室側面的窗戶配置從原本的車門之間5扇及車門後方3扇窗戶，更改成車門之間和車門後方各設置4扇窗戶。
前端與中間區域的車門踏階均位於軌道面上方40cm處，並與車廂地板之間隔著兩段踏階的落差。為了加裝踏階，因此豐橋鐵道將車門的上下高度從180cm擴大至216cm，車門寬度則維持前端車門90cm、中間區域車門110cm的設計。車門之間的長條座椅在經過改造工程後仍維持原設計，其長度相當於4扇窗戶；同時客室內左右兩側的長條座椅斜對面也保留著2張對坐式座椅的設計。

### 安裝空調系統
3501號及3502號電車在進行改造時於車頂各安裝1台三菱電機製的CU77A型集中式空調設備。由於上述輛輛電車在進行改造後不適合繼續使用原本的集電裝置，因此將其更換成Z字形的單臂式集電弓。3503號和3504號電車分別在1987年11月及1989年12月由都電完成空調系統的安裝工程，並搭載CU771型的集中式空調設備。當時都電安裝空調系統的電車皆使用菱形式集電弓，但在導入至豐橋鐵道時統一更換成Z字形集電弓。

## 運用
3501號及3502號電車於1992年8月1日搬運至豐橋鐵道的赤岩口車庫，並於同年的12月24日開始投入使用。同時豐橋鐵道也將1輛車體老化的豐橋鐵道Mo 3100型電車報廢。3501號車最初採用與都電加裝空調系統的電車相似的塗裝設計，車身以象牙色為主，並搭配深綠色、淺綠色的條紋及「Welcome to Toyohashi」的圖樣。自1994年10月13日起，3501號車的塗裝更換成經由公開招募後選定的豐橋鐵道開業70周年紀念塗裝，其設計靈感源自於遊樂園裡的旋轉木馬。1996年1月，3501號車轉變成宣傳用的廣告車輛，首位贊助商為豐橋市的Sala Energy株式會社。
3502號車為了方便日後更換成廣告塗裝，因此取消在側窗下搭配黃綠色條紋及文字圖樣的設計；而該車也在1993年7月塗上廣告塗裝。1995年7月，3502號車同樣轉變成宣傳用的廣告車輛，首位贊助商則為豐橋市的YAMASA竹輪株式會社。
3503號及3504號電車於1999年8月20日搬運至赤岩口車庫，並分別在2000年的2月21日及3月1日投入運行。此次導入替代豐橋鐵道2輛未安裝空調系統的豐橋鐵道Mo 3300型電車。至此除了保留下來作為「懷舊電車」的1輛豐橋鐵道Mo 3700型電車外，豐橋鐵道當時擁有的14輛電車均完成冷氣化的計畫。上述的Mo 3700型電車則在2007年3月報廢。3503號與3504號電車自投入使用起便作為宣傳用的廣告車輛，其最初採用的塗裝分別為Custom Housing株式會社與名鐵集團的廣告塗裝。
2011年2月21日，3500型電車為因應豐橋鐵道導入智慧交通卡「Manaca」，而在各電車內加裝支援IC卡的車資箱與列車資訊顯示幕。2017年3月，3501號與3504號電車的車頭正面與側面的目的地顯示幕更換成LED燈。2021年3月，3500型的全部4輛電車均更換成單臂式集電弓。2021年11月至12月，3503號和3504號電車的客室照明更換成LED燈。

## 車輛設備更新
2024年2月，由於3503號電車的車體逐漸老化，因此豐橋鐵道宣布將對該電車進行設備更新。此次整修包括將目的地顯示幕全數更換成LED燈、增加座位及為駕駛台加裝列車警醒設備。整修過後的3503號車則於同年的3月1日投入運行。